# Sonia Gutierrez
Sonia Gutiérrez (nacida el 8 de julio de 1939) es una profesora americana y una activista por los derechos de los hispanos. Ella fue la principal consejera y defensora de los alumnos de la Escuela pública Carlos Rosario International Public Charter School, una escuela de adultos en Washington D. C.

## Educación y vida tempranas
Sonia Gutiérrez nació en Santurce, San Juan, Puerto Rico. Se graduó en Finanza y Administración Empresariales por la Universidad de Puerto Rico en 1961 y en 1978 acabó un master en Administración de la Educación de Adultos en la Universidad del Distrito de Columbia en 1978.[cita requerida]

## Carrera
Gutiérrez empezó su carrera en la alfabetización en el Distrito de Columbia en mayo de 1972 como consejera del Programa para Instrucción inglesa a hispanoamericanos (PEILA). En octubre del 1972, Gutiérrez fue nombrada Directora de PEILA por su fundador Carlos Manuel Rosario.
En 1978, Gutiérrez ayudó en la fusión entre PEILA y el programa de americanización del distrito de Columbia. Como resultado de esta fusión aparece el Centro de formación de Adultos Gordon. En 1988, con Gutiérrez como directora, el Centro de Educación de Adulto de Gordon fue nombrado Finalista Nacional por el Departamento de Educación de EE. UU.  para los premios de programas de Educación Básica para Adultos. En 1992, Gutiérrez pidió que el Ayuntamiento de su ciudad rebautizara el centro escolar y fuese llamado Centro de Educación de Adultos de Rosario de Carlos, en memoria del fundador de PEILA 

### La Escuela pública internacional Carlos Rosario
En 1996, en el Distrito de Columbia cerró sus puertas el Centro de Carlos del Rosario debido a la crisis financiera que hizo que se eliminaran todos los DCPS ( programas de educación de adultos). Gutiérrez reunió bastante dinero para abrir un centro privado sin ánimo de lucro , en Calvary Baptist Church en Chinatown. En 1997, La escuela Carlos de Rosario abrió como una organización sin ánimo de lucro  liderado por Sonia Gutierrezel. En 1998, Gutiérrez obtuvo la aprobación de la Junta de Distrito de Columbia Escuela Pública para establecer la Escuela Carlos Rosario.  El centro escolar continuó creciendo bajo el liderazgo de Gutiérrez. En 2013,  el centro Carlos del Rosario abrió el campus Sonia Gutiérrez l. un sitio de desarrollo al servicio de 500 estudiantes localizado Eckington, Washington, D.C barrio al nordeste de Washington. La escuela ganó el premio Pluribus Unum Award del Instituto de políticas de Migración.  
Con la abertura de este segundo centro, la escuela ahora tienen más de 2500 estudiantes que les provee de un servicio de soporte, cursos , incluyendo el inglés como segunda lengua, GED en español e inglés, conocimienetos básicos sobre tecnología , ciudadanía y formación de profesionales.
Gutiérrez se ha implicado en el desarrollo social y económico de l comunidad Latino en D.C. En 1977,  fundó el Consejo de Latino Agencias. Ella jugó un papel decisivo en la elección de la oficina del Alcalde en Latino Asuntos (OLA) y presided sobre el Latino festival Fiesta DC.[cita requerida]

## Vida personal
Ha vivido en Washington D. C. más de 45 años, y tiene tres niños: Jimmy Fairchild y Bobby Fairchild de su primer matrimonio y Michelle Gutiérrez de su segundo matrimonio con un activista latino.[cita requerida] Ella también tiene cinco nietos.[cita requerida]

## Honores y premios
- 2015 - CHCI Medallón de Excelencia Recipient[11]
- 2013 - Concesión del año al Administrador de la comisión de educación básica para adultos (COABE)[12]
- 2012 - Marshall Magnífico - Fiesta DC
- 2011 - Certificado de Especial Congressional el reconocimiento presentado por la Congresista Eleanor Holmes Norton
- 2007 - Incluida en el Salón de la Fama de la escuela
- 2002 - Excelencia en el Premio de Educación- DC Gobierno
- 1998 - Premio al educador del Año- Washington Diario hispánico
- 1994 - Incluida en la sala de las Mujeres de Fama - Distrito de Columbia Comisión para Mujeres
- 1987 - Premio de Año- Revista de Washington[13]
- 1983 -Premio Comunitario- la oficina de Mayor en Latino Asuntos por su servicio a la comunidad latina
- Premio de 1979 por Fundadores para Dedicación Excepcional- Consejo de Agencias hispánicas